# U-104 (tàu ngầm Đức) (1940)
U-104 là một tàu ngầm tuần dương  Lớp Type IX thuộc phân lớp Type IXB được Hải quân Đức Quốc Xã chế tạo trong Chiến tranh Thế giới thứ hai. Nhập biên chế năm 1940, nó chỉ thực hiện được một chuyến tuần tra duy nhất, đánh chìm được một tàu buôn tải trọng 8.240 GRT cùng gây hư hại cho một tàu buôn khác tải trọng 10.516 GRT, trước khi bị đắm do trúng thủy lôi trong Bắc Đại Tây Dương về phía Tây Bắc đảo Tory, Ireland vào khoảng ngày 21 tháng 5, 1943.

## Thiết kế và chế tạo

### Thiết kế
Thiết kế của tàu ngầm Type IXB là phiên bản nâng cấp nhỏ từ Type IXA, tăng thêm trữ lượng nhiên liệu để kéo dài tầm xa hoạt động. Chúng có trọng lượng choán nước 1.051 t (1.034 tấn Anh) khi nổi và 1.178 t (1.159 tấn Anh) khi lặn. Con tàu có chiều dài chung 76,50 m (251 ft 0 in), lớp vỏ trong chịu áp lực dài 58,75 m (192 ft 9 in), mạn tàu rộng 6,51 m (21 ft 4 in), chiều cao 9,60 m (31 ft 6 in) và mớn nước 4,70 m (15 ft 5 in).
Chúng trang bị hai động cơ diesel MAN M 9 V 40/46 siêu tăng áp 9-xy lanh 4 thì, tổng công suất 4.400 PS (3.200 kW; 4.300 bhp), dẫn động hai trục chân vịt đường kính 1,92 m (6,3 ft), cho phép đạt tốc độ tối đa 18,2 kn (33,7 km/h), và tầm hoạt động tối đa 12.000 nmi (22.000 km) khi đi tốc độ đường trường 10 kn (19 km/h). Khi đi ngầm dưới nước, chúng sử dụng hai động cơ/máy phát điện Siemens-Schuckert 2 GU 345/34 tổng công suất 1.000 PS (740 kW; 990 shp). Tốc độ tối đa khi lặn là 7,3 kn (13,5 km/h), và tầm hoạt động 64 nmi (119 km) ở tốc độ 4 kn (7,4 km/h). Con tàu có khả năng lặn sâu đến 230 m (750 ft).
Vũ khí trang bị có sáu ống phóng ngư lôi 53,3 cm (21 in), bao gồm bốn ống trước mũi và hai ống phía đuôi, và mang theo tổng cộng 22 quả ngư lôi 53,3 cm (21 in). Tàu ngầm Type IX trang bị một hải pháo 10,5 cm (4,1 in) SK C/32 với 110 quả đạn, một pháo phòng không 3,7 cm (1,5 in) SK C/30 và hai pháo phòng không 2 cm (0,79 in) C/30. Thủy thủ đoàn bao gồm 4 sĩ quan và 44 thủy thủ.

### Chế tạo
U-104 được đặt hàng vào ngày 24 tháng 5, 1938, và được đặt lườn tại xưởng tàu AG Weser của hãng DeSchiMAG ở Bremen vào ngày 10 tháng 11, 1939. Nó được hạ thủy vào ngày 25 tháng 5, 1940, và nhập biên chế cùng Hải quân Đức Quốc Xã vào ngày 19 tháng 8, 1940 dưới quyền chỉ huy của Hạm trưởng, Đại úy Hải quân Harald Jürst.

## Lịch sử hoạt động
U-104 xuất phát từ Kiel vào ngày 12 tháng 11, 1940 cho chuyến tuần tra duy nhất trong chiến tranh. Nó băng qua khe GIUK giữa các quần đảo Shetland và Faroe để hoạt động trong vùng biển Bắc Đại Tây Dương về phía Bắc Scotland và Ireland. Vào ngày 27 tháng 11, nó phóng ngư lôi tấn công và đánh chìm chiếc tàu buôn Anh Diplomat 8.240 GRT, vốn bị phân tán khỏi Đoàn tàu HX 88, ở vị trí cách 128 nmi (237 km) về phía Tây Bắc Gweedore, Ireland. Chiếc tàu ngầm cũng gây hư hại cho chiếc tàu chở dầu Anh Charles F. Meyer 10.516 GRT, vốn bị phân tán khỏi Đoàn tàu HX 87 trong ngày hôm đó.
Sang ngày hôm sau 28 tháng 11, U-104 mất tích tại vùng biển về phía Bắc Ireland. Rất có thể chiếc tàu ngầm đã bị đắm sau khi trúng phải thủy lôi của bãi mìn SN 44 vốn được rải từ ngày 8 tháng 11, tại tọa độ 55°30′B 8°0′T / 55,5°B 8°T. Toàn bộ 49 thành viên thủy thủ đoàn của U-104 đều đã tử trận.

### Tóm tắt chiến công
U-104 đã đánh chìm được một tàu buôn tải trọng 8.240 GRT, đồng thời gây hư hại cho một tàu buôn khác tải trọng 10.516 GRT:
| Ngày              | Tên tàu          | Quốc tịch      | Tải trọng | Số phận      |
| ----------------- | ---------------- | -------------- | --------- | ------------ |
| 27 tháng 11, 1940 | Charles F. Meyer | United Kingdom | 10.516    | Bị hư hại    |
| 27 tháng 11, 1940 | Diplomat         | United Kingdom | 8.240     | Bị đánh chìm |